# Reichenspitze
Reichenspitze es una montaña de 3,303  metros (AA) ubicada  en los Alpes orientales de Zillertal, en el límite entre los estados austríacos de Salzburgo y el Tirol. Es el pico más alto de la cordillera que lleva su nombre, el Grupo Reichenspitze, y ofrece buenas vistas completas. Sus picos vecinos, todos ellos conectados por aristas, son: el Gabler al noreste que tiene 3.263 metros de altura, el Richterspitze al sur con 3.052 m y el Wildgerlosspitze al noroeste con 3.278 metros de altura. 

## Primer ascenso
La montaña fue ascendida por primera vez en 1856 por un agricultor de Prettau en el valle de Tauferer Ahrntal, cuyo nombre se perdió. Subió desde el sureste hasta la cara este, una ruta que, hoy, se evalúa cerca de la cumbre como escalada de grado UIAA III. El primer ascenso turístico tuvo lugar el 16 de julio de 1865 por Peter Haller de Gmünd y los guardabosques, Anton Peer y Josef Unterrainer de Schönachtal.

## Rutas
Se puede organizar un ascenso a la cumbre desde el refugio Plauener (2,373 m), el refugio  Richter (2,374 m) o el refugio Zittauer (2,328   m). 

## Literatura y mapas
- Heinrich Klier y Walter Klier: Alpine Club Guide Zillertaler Alpen, Munich, 1990, ISBN 3-7633-1201-3
- Mapa del Club Alpine 1: 25,000. Hoja 35/3, Zillertaler Alpen, Ost